# Giải Mosconi

Logo của Giải Mosconi

Giải Mosconi (tiếng Anh: Mosconi Cup) là giải đấu pool 9 bóng thường niên được tổ chức từ năm 1994 giữa các đội đại diện cho Châu Âu và Hoa Kỳ. Được đặt theo tên vận động viên pool người Mỹ Willie Mosconi, sự kiện này có thể so sánh với Ryder Cup trong môn golf và Weber Cup trong môn bowling.
Thành phần và cơ cấu nhóm có nhiều thay đổi qua các năm. Hiện tại, mỗi đội có năm thành viên. Mỗi đội cũng có một đội trưởng và đội phó, những người này có thể nằm trong số những vận động viên thi đấu, hoặc có thể là thành viên bổ sung không thi đấu của đội. Các đội thi đấu theo thể thức đồng đội, đấu đôi và đấu đơn, đội đầu tiên thắng 11 trận sẽ giành chiến thắng.
Đội Châu Âu đánh bại đội Hoa Kỳ với tỉ số 11–6 vào ngày 3 tháng 12 năm 2024, bảo vệ thành công danh hiệu và dẫn đầu loạt trận chung cuộc với tỷ số 17–13, với một trận hòa.

## Lịch sử và sự lựa chọn vận động viên
Lần đầu tiên được tổ chức vào năm 1994 bởi Sky Sports và Matchroom Sport như một sự kiện giao hữu nhằm nâng cao nhận thức của cộng đồng về môn pool ở Vương quốc Anh, Mosconi Cup được đặt tên để tưởng nhớ di sản của vận động viên pool người Mỹ Willie Mosconi, người đã qua đời vào năm 1993.
Trong năm thi đấu đầu tiên, mỗi đội có sáu nam và hai nữ, với Franziska Stark của Đức và Allison Fisher của Anh ở Đội Châu Âu, và Jeanette Lee và Vivian Villarreal ở Đội Hoa Kỳ. Không có vận động viên nữ nào góp mặt sau sự kiện đầu tiên, mặc dù Kelly Fisher vào năm 2021 đã kêu gọi các nhà tổ chức tái lựa chọn các vận động viên là nữ. Trong những năm đầu của sự kiện, các vận động viên snooker chuyên nghiệp như Ronnie O'Sullivan, Jimmy White, Alex Higgins và Steve Davis đều tham gia thi đấu tại Đội Châu Âu.
Được tổ chức ở Anh trong chín năm đầu tiên, Mosconi Cup từ năm 2003 đến năm 2020 tổ chức luân phiên hàng năm giữa Hoa Kỳ và châu Âu, với tất cả các giải đấu có trụ sở tại Hoa Kỳ diễn ra ở Las Vegas, Nevada và hầu hết các giải đấu Châu Âu diễn ra ở Anh. Các giải Mosconi năm 2004 và 2006 được tổ chức tại Hà Lan và sự kiện năm 2008 được tổ chức tại Malta. Năm 2020 và 2021, hai giải Mosconi liên tiếp được tổ chức tại Anh.
Qua thời gian, sự kiện đã phát triển từ tính chất giao hữu thành một giải đấu chuyên nghiệp và nghiêm túc hơn nhiều. Trong số những vận động viên snooker, chỉ có Davis tiếp tục bước vào kỷ nguyên nghiêm túc hơn của sự kiện, thi đấu trong 11 giải Mosconi đầu tiên và chỉ chịu rút lui khi sự kiện bắt đầu diễn ra cùng thời điểm với Giải vô địch snooker Vương quốc Anh, nơi ông góp mặt với tư cách vừa là vận động viên vừa là bình luận viên của BBC. Sau khi Davis rút lui, tất cả vận động viên phải giành được lời mời thông qua thành tích của họ tại các sự kiện pool khác, có nghĩa là không còn vận động viên snooker nào góp mặt cho đến năm 2007, khi Tony Drago giành được một suất nhờ màn trình diễn của ông trong European Pool Tour.
Cả hai đội đã thống trị giải đấu trong những khoảng thời gian dài. Đội Hoa Kỳ đã giành được 10 trong số 12 giải đấu đầu tiên từ năm 1994 đến 2005, trong đó có sáu chiến thắng liên tiếp. Giải đấu năm 2006 là một giải đấu hòa và Đội Châu Âu sau đó đã vô địch 10 lần trong 11 năm từ 2007 đến 2017, trong đó có tám chiến thắng liên tiếp. Thành tích chung của loạt trận hiện là 14–13 cho Đội Châu Âu.
Joshua Filler của Đức trở thành vận động viên trẻ nhất tham dự Mosconi Cup khi 20 tuổi, vào năm 2017. Lou Butera của Hoa Kỳ trở thành vận động viên lớn tuổi nhất tham gia Mosconi Cup khi 58 tuổi, năm 1995. Earl Strickland của Hoa Kỳ đã được chọn để thi đấu ở tuổi 60 vào năm 2021, nhưng đã bị buộc phải rút lui vào đêm trước khi diễn ra giải đấu sau khi có tiếp xúc gần với một trường hợp COVID-19 trên chuyến bay của ông đến London.
Kỷ lục về số lần góp mặt nhiều nhất tại Mosconi Cup là 17, do Ralf Souquet của Đức và Johnny Archer của Hoa Kỳ cùng nắm giữ. Kỉ lục về số lần thắng Mosconi Cup nhiều nhất là 9, do Johnny Archer và Earl Strickland của Hoa Kỳ cùng nắm giữ.

## Những vận động viên góp mặt
Những vận động viên đã góp mặt trong Mosconi Cup:
| Chú thích | Chú thích | C = thành viên trong nhóm thi đấu | KC = thành viên không thi đấu |

| Góp mặt | Góp mặt | Tên                 | Quốc gia    |
| C       | KC      | Tên                 | Quốc gia    |
| ------- | ------- | ------------------- | ----------- |
| 17      | 0       | Ralf Souquet        | Đức         |
| 15      | 0       | Mika Immonen        | Phần Lan    |
| 13      | 0       | Niels Feijen        | Hà Lan      |
| 11      | 0       | Steve Davis         | Anh         |
| 8       | 1       | Oliver Ortmann      | Đức         |
| 8       | 0       | Darren Appleton     | Anh         |
| 8       | 0       | Nick van den Berg   | Hà Lan      |
| 6       | 0       | Jayson Shaw         | Scotland    |
| 6       | 5       | Marcus Chamat       | Thụy Điển   |
| 5       | 0       | Albin Ouschan       | Áo          |
| 4       | 2       | Karl Boyes          | Anh         |
| 4       | 0       | Joshua Filler       | Đức         |
| 4       | 0       | Steve Knight        | Anh         |
| 4       | 0       | Eklent Kaçi         | Albania     |
| 3       | 0       | David Alcaide       | Tây Ban Nha |
| 3       | 0       | Thomas Engert       | Đức         |
| 3       | 0       | Mark Gray           | Anh         |
| 3       | 0       | Thorsten Hohmann    | Đức         |
| 2       | 3       | Alex Lely           | Hà Lan      |
| 2       | 0       | Tony Drago          | Malta       |
| 2       | 0       | Nick Ekonomopoulos  | Hy Lạp      |
| 2       | 0       | Chris Melling       | Anh         |
| 2       | 0       | Ronnie O'Sullivan   | Anh         |
| 2       | 0       | Daryl Peach         | Anh         |
| 2       | 0       | Tom Storm           | Thụy Điển   |
| 2       | 0       | Jimmy White         | Anh         |
| 2       | 0       | Alexander Kazakis   | Hy Lạp      |
| 1       | 0       | Fedor Gorst         | Nga         |
| 1       | 0       | Tommy Donlon        | Ireland     |
| 1       | 0       | Vincent Facquet     | France      |
| 1       | 0       | Allison Fisher      | Anh         |
| 1       | 0       | Alex Higgins        | Bắc Ireland |
| 1       | 0       | Raj Hundal          | Anh         |
| 1       | 0       | Lee Kendall         | Anh         |
| 1       | 0       | Imran Majid         | Anh         |
| 1       | 0       | Fabio Petroni       | Ý           |
| 1       | 0       | Andy Richardson     | Anh         |
| 1       | 0       | Franziska Stark     | Đức         |
| 1       | 0       | Konstantin Stepanov | Nga         |
| 1       | 0       | Lee Tucker          | Anh         |
| 0       | 7       | Johan Ruijsink      | Hà Lan      |

| Góp mặt | Góp mặt | Tên                                  | Tiểu bang      |
| C       | KC      | Tên                                  | Tiểu bang      |
| ------- | ------- | ------------------------------------ | -------------- |
| 17      | 0       | Johnny Archer                        | Georgia        |
| 15      | 0       | Shane Van Boening                    | South Dakota   |
| 14      | 0       | Earl Strickland                      | North Carolina |
| 11      | 0       | Corey Deuel                          | California     |
| 10      | 0       | Rodney Morris                        | California     |
| 8       | 3       | Jeremy Jones                         | Texas          |
| 7       | 0       | Skyler Woodward                      | Kentucky       |
| 5       | 1       | Charlie Williams                     | South Korea1   |
| 5       | 0       | Dennis Hatch                         | New York       |
| 4       | 4       | Nick Varner                          | Kentucky       |
| 4       | 0       | Justin Bergman                       | Illinois       |
| 4       | 0       | Billy Thorpe                         | Ohio           |
| 4       | 0       | Mike Dechaine                        | Maine          |
| 3       | 1       | Kim Davenport                        | Oklahoma       |
| 3       | 0       | Tyler Styer                          | Wisconsin      |
| 3       | 0       | Jim Rempe                            | Pennsylvania   |
| 2       | 3       | Mark Wilson                          | Missouri       |
| 2       | 0       | Chris Reinhold                       | California     |
| 2       | 0       | Lou Butera                           | Pennsylvania   |
| 2       | 0       | Michael Coltrain                     | North Carolina |
| 2       | 0       | Shannon Daulton                      | Kentucky       |
| 2       | 0       | Mike Gulyassy                        | Ohio           |
| 2       | 0       | Bobby Hunter                         | Michigan       |
| 2       | 0       | Mike Massey                          | Tennessee      |
| 2       | 0       | Reed Pierce                          | Mississippi    |
| 2       | 0       | Shawn Putnam                         | Pennsylvania   |
| 2       | 0       | Tony Robles                          | New York       |
| 2       | 0       | John Schmidt                         | California     |
| 2       | 0       | Dallas West                          | Illinois       |
| 2       | 0       | Óscar Domínguez (vận động viên pool) | California     |
| 1       | 1       | C.J. Wiley                           | Texas          |
| 1       | 0       | Mike Davis                           | North Carolina |
| 1       | 0       | John DiToro                          | Florida        |
| 1       | 0       | Paul Gerni                           | New Jersey     |
| 1       | 0       | Roger Griffis                        | Texas          |
| 1       | 0       | Justin Hall (vận động viên pool)     | Illinois       |
| 1       | 0       | Danny Harriman                       | Maryland       |
| 1       | 0       | Allen Hopkins                        | New Jersey     |
| 1       | 0       | Jeanette Lee                         | New York       |
| 1       | 0       | Gabe Owen                            | Kansas         |
| 1       | 0       | Brandon Shuff                        | Virginia       |
| 1       | 0       | Vivian Villarreal                    | Texas          |
| 0       | 3       | Johan Ruijsink                       | Hà Lan1        |
| 0       | 1       | Buddy Hall                           | Illinois       |
| 0       | 1       | Joey Gray                            | Oklahoma       |

## Vận động viên giành chiến thắng
Những vận động viên từng thuộc đội chiến thắng ở Mosconi Cup:
| Chú thích | Chú thích | C = thành viên thi đấu trong nhóm thắng | KC = thành viên không thi đấu trong nhóm thắng |

| Góp mặt | Góp mặt | Tên                 | Quốc gia         |
| C       | KC      | Tên                 | Quốc gia         |
| ------- | ------- | ------------------- | ---------------- |
| 8       | 0       | Niels Feijen        | Hà Lan           |
| 7       | 0       | Darren Appleton     | Vương quốc Anh   |
| 7       | 0       | Ralf Souquet        | Đức              |
| 6       | 0       | Nick van den Berg   | Hà Lan           |
| 4       | 2       | Karl Boyes          | Vương quốc Anh   |
| 4       | 0       | Albin Ouschan       | Áo               |
| 4       | 0       | Jayson Shaw         | Vương quốc Anh   |
| 4       | 0       | Mika Immonen        | Phần Lan         |
| 3       | 0       | Joshua Filler       | Đức              |
| 3       | 0       | Mark Gray           | Vương quốc Anh   |
| 2       | 0       | Eklent Kaçi         | Albania          |
| 2       | 0       | David Alcaide       | Tây Ban Nha      |
| 2       | 0       | Oliver Ortmann      | Đức              |
| 2       | 0       | Steve Davis         | Vương quốc Anh   |
| 2       | 0       | Tony Drago          | Malta            |
| 2       | 0       | Nick Ekonomopoulos  | Hy Lạp           |
| 2       | 0       | Chris Melling       | Vương quốc Anh   |
| 2       | 0       | Daryl Peach         | Vương quốc Anh   |
| 1       | 3       | Marcus Chamat       | Thụy Điển        |
| 1       | 0       | Tom Storm           | Thụy Điển        |
| 1       | 0       | Jimmy White         | Vương quốc Anh   |
| 1       | 0       | Fedor Gorst         | Nga              |
| 1       | 0       | Alex Higgins        | Northern Ireland |
| 1       | 0       | Lee Kendall         | Vương quốc Anh   |
| 1       | 0       | Konstantin Stepanov | Nga              |
| 0       | 3       | Alex Lely           | Hà Lan           |
| 0       | 6       | Johan Ruijsink      | Hà Lan           |

| Góp mặt | Góp mặt | Tên               | Tiểu bang      |
| C       | KC      | Tên               | Tiểu bang      |
| ------- | ------- | ----------------- | -------------- |
| 9       | 0       | Earl Strickland   | North Carolina |
| 9       | 0       | Johnny Archer     | Georgia        |
| 5       | 2       | Jeremy Jones      | Texas          |
| 4       | 0       | Corey Deuel       | California     |
| 4       | 0       | Charlie Williams  | Hàn Quốc1      |
| 3       | 2       | Nick Varner       | Kentucky       |
| 3       | 0       | Shane Van Boening | South Dakota   |
| 3       | 0       | Rodney Morris     | California     |
| 3       | 0       | Kim Davenport     | Oklahoma       |
| 3       | 0       | Jim Rempe         | Pennsylvania   |
| 2       | 0       | Skyler Woodward   | Kentucky       |
| 2       | 0       | Billy Thorpe      | Ohio           |
| 2       | 0       | Tyler Styer       | Wisconsin      |
| 2       | 0       | Shannon Daulton   | Kentucky       |
| 2       | 0       | Tony Robles       | New York       |
| 2       | 0       | Reed Pierce       | Mississippi    |
| 2       | 0       | Michael Coltrain  | North Carolina |
| 1       | 0       | Dennis Hatch      | New York       |
| 1       | 0       | Justin Bergman    | Illinois       |
| 1       | 0       | Mark Wilson       | Missouri       |
| 1       | 0       | Lou Butera        | Pennsylvania   |
| 1       | 0       | Mike Gulyassy     | Ohio           |
| 1       | 0       | Bobby Hunter      | Michigan       |
| 1       | 0       | Mike Massey       | Tennessee      |
| 1       | 0       | Shawn Putnam      | Pennsylvania   |
| 1       | 0       | Dallas West       | Illinois       |
| 1       | 0       | Óscar Domínguez   | California     |
| 1       | 0       | C.J. Wiley        | Texas          |
| 1       | 0       | Paul Gerni        | New Jersey     |
| 1       | 0       | Roger Griffis     | Texas          |
| 1       | 0       | Danny Harriman    | Maryland       |
| 1       | 0       | Allen Hopkins     | New Jersey     |
| 1       | 0       | Jeanette Lee      | New York       |
| 1       | 0       | Gabe Owen         | Kansas         |
| 1       | 0       | Vivian Villarreal | Texas          |
| 0       | 2       | Johan Ruijsink    | Hà Lan1        |

## Đại diện cho các đội

### Các quốc gia châu Âu
Đã có các vận động viên từ 16 quốc gia  đại diện cho châu Âu - được sắp xếp theo số lượng vận động viên khác nhau, kèm theo số lần xuất hiện và theo thứ tự bảng chữ cái - họ bao gồm:
| 15 (44) Vương quốc Anh | 6 (36) Đức        | 4 (23) Hà Lan     | 2 (12) Thụy Điển |
| 2 (4) Hy Lạp           | 1 (15) Phần Lan   | 1 (6) Scotland    | 1 (5) Áo         |
| 1 (4) Albania          | 1 (3) Tây Ban Nha | 1 (2) Malta       | 1 (1) Pháp       |
| 1 (1) Ireland          | 1 (1) Ý           | 1 (1) Bắc Ireland | 2 (2) Nga        |

### Các tiểu bang của Hoa Kỳ
Các vận động viên đến từ 22 tiểu bang đã đại diện cho Hoa Kỳ (Charlie Williams và Johan Ruijsink đều sinh ra bên ngoài Hoa Kỳ). Thứ tự như trên, họ bao gồm:
| 4 (27) California | 4 (15) Texas    | 4 (8) Illinois      | 3 (17) North Carolina |
| 3 (13) Kentucky   | 3 (8) New York  | 3 (7) Pennsylvania  | 2 (6) Ohio            |
| 2 (2) New Jersey  | 1 (17) Georgia  | 1 (15) South Dakota | 1 (5) Missouri        |
| 2 (5) Oklahoma    | 1 (4) Maine     | 1 (3) Wisconsin     | 1 (2) Michigan        |
| 1 (2) Mississippi | 1 (2) Tennessee | 1 (1) Florida       | 1 (1) Kansas          |
| 1 (1) Maryland    | 1 (1) Virginia  |                     |                       |

## Các chỉnh sửa cho giải đấu
Đã có những thay đổi quy tắc và thay đổi thể thức trong suốt lịch sử của giải đấu. Chúng bao gồm, nhưng không giới hạn ở:
- Vai trò "đội trưởng không thi đấu" được giới thiệu trong sự kiện năm 2003; tuy nhiên chúng đã bị loại bỏ trong giải đấu năm 2004 .
- Năm 2004, các trận đấu đôi được định dạng lại theo thể thức scotch doubles (hai thành viên luân phiên thi đấu trong lượt của đội mình).
- Năm 2005, đồng hồ đếm ngược 30 giây đã được giới thiệu và gây ra tranh cãi do trục trặc về thời gian.
- Giải đấu năm 2006 bắt đầu với trận đấu giữa hai đội với nhau, sau đó là hai trận đấu ba. Năm đó cũng chứng kiến sự tái xuất của vai trò đội trưởng không thi đấu.

Giải đấu năm 2009 bao gồm một số điều lệ mới:
- Không có cặp đấu nào trong các trận đấu đôi bị lặp lại.
- Sự kiện này bao gồm bốn khối trận đấu liên tiếp, được tổ chức để mỗi bên có năm vị trí, trong đó mỗi người chơi được yêu cầu chơi duy nhất một lần.
- Trong hai trận đấu đơn, mỗi đấu thủ được chọn bởi đội trưởng của đội đối phương.

## Kết quả theo năm
| Năm  | Địa điểm                      | Đội thắng        | Tỉ số | Đội thua    | MVP             | Tham khảo     |
| ---- | ----------------------------- | ---------------- | ----- | ----------- | --------------- | ------------- |
| 1994 | Romford, London, Anh          | Hoa Kỳ           | 16–12 | Châu Âu     |                 | [ 6 ]         |
| 1995 | Basildon, Essex, Anh          | Châu Âu          | 16–15 | Hoa Kỳ      |                 | [ 7 ]         |
| 1996 | Dagenham, London, Anh         | Hoa Kỳ           | 15–13 | Châu Âu     |                 | [ 8 ]         |
| 1997 | Bethnal Green, London, Anh    | Hoa Kỳ           | 13–8  | Châu Âu     |                 | [ 9 ]         |
| 1998 | Bethnal Green, London, Anh    | Hoa Kỳ           | 13–9  | Châu Âu     |                 | [ 10 ]        |
| 1999 | Bethnal Green, London, Anh    | Hoa Kỳ           | 12–7  | Châu Âu     |                 | [ 11 ]        |
| 2000 | Bethnal Green, London, Anh    | Hoa Kỳ           | 12–9  | Châu Âu     |                 | [ 12 ]        |
| 2001 | Bethnal Green, London, Anh    | Hoa Kỳ           | 12–1  | Châu Âu     |                 | [ 13 ]        |
| 2002 | Bethnal Green, London, Anh    | Châu Âu          | 12–9  | Hoa Kỳ      |                 | [ 14 ]        |
| 2003 | Las Vegas, Nevada, Hoa Kỳ     | Hoa Kỳ           | 11–9  | Châu Âu     | Mika Immonen    | [ 15 ] [ 16 ] |
| 2004 | Egmond aan Zee, Hà Lan        | Hoa Kỳ           | 12–9  | Châu Âu     | Rodney Morris   | [ 17 ] [ 18 ] |
| 2005 | Las Vegas, Nevada, Hoa Kỳ     | Hoa Kỳ           | 11–6  | Châu Âu     | Earl Strickland | [ 19 ] [ 20 ] |
| 2006 | Rotterdam, Hà Lan             | Châu Âu · Hoa Kỳ | 12–12 | Kết quả hoà | Corey Deuel     | [ 21 ]        |
| 2007 | Las Vegas, Nevada, Hoa Kỳ     | Châu Âu          | 11–8  | Hoa Kỳ      | Tony Drago      | [ 22 ] [ 23 ] |
| 2008 | St. Julian's, Malta           | Châu Âu          | 11–5  | Hoa Kỳ      | Mika Immonen    | [ 24 ] [ 25 ] |
| 2009 | Las Vegas, Nevada, Hoa Kỳ     | Hoa Kỳ           | 11–7  | Châu Âu     | Dennis Hatch    | [ 26 ] [ 27 ] |
| 2010 | Bethnal Green, London, Anh    | Châu Âu          | 11–8  | Hoa Kỳ      | Darren Appleton | [ 28 ]        |
| 2011 | Las Vegas, Nevada, Hoa Kỳ     | Châu Âu          | 11–7  | Hoa Kỳ      | Niels Feijen    | [ 29 ] [ 30 ] |
| 2012 | Bethnal Green, London, Anh    | Châu Âu          | 11–9  | Hoa Kỳ      | Chris Melling   | [ 31 ] [ 32 ] |
| 2013 | Las Vegas, Nevada, Hoa Kỳ     | Châu Âu          | 11–2  | Hoa Kỳ      | Niels Feijen    | [ 33 ] [ 34 ] |
| 2014 | Tower Circus, Blackpool, Anh  | Châu Âu          | 11–5  | Hoa Kỳ      | Niels Feijen    | [ 35 ] [ 36 ] |
| 2015 | Las Vegas, Nevada, Hoa Kỳ     | Châu Âu          | 11–7  | Hoa Kỳ      | Niels Feijen    | [ 37 ]        |
| 2016 | Alexandra Palace, London, Anh | Châu Âu          | 11–3  | Hoa Kỳ      | Albin Ouschan   | [ 38 ]        |
| 2017 | Las Vegas, Nevada, Hoa Kỳ     | Châu Âu          | 11–4  | Hoa Kỳ      | Joshua Filler   | [ 39 ]        |
| 2018 | Alexandra Palace, London, Anh | Hoa Kỳ           | 11–9  | Châu Âu     | Skyler Woodward | [ 40 ]        |
| 2019 | Las Vegas, Nevada, Hoa Kỳ     | Hoa Kỳ           | 11–8  | Châu Âu     | Skyler Woodward | [ 41 ]        |
| 2020 | Ricoh Arena, Coventry, Anh    | Châu Âu          | 11–3  | Hoa Kỳ      | Jayson Shaw     | [ 42 ]        |
| 2021 | Alexandra Palace, London, Anh | Châu Âu          | 11–6  | Hoa Kỳ      | Jayson Shaw     | [ 43 ]        |
| 2022 | Las Vegas, Nevada, Hoa Kỳ     | Châu Âu          | 11-7  | Hoa Kỳ      | Joshua Filler   | [ 44 ]        |
| 2023 | Alexandra Palace, London, Anh | Châu Âu          | 11-3  | Hoa Kỳ      | Joshua Filler   | [ 45 ]        |
| 2024 | Orlando, Florida, Hoa Kỳ      | Châu Âu          | 11-6  | Hoa Kỳ      | Jayson Shaw     | [ 46 ]        |
| 2025 | Alexandra Palace, London, Anh |                  |       |             |                 |               |